# Échouboulains
Échouboulains est une commune française située dans le département de Seine-et-Marne en région Île-de-France.

## Géographie

### Localisation
Échouboulains se situe à environ 24,4 km par la route, à l'est de Fontainebleau et à 34,3 km au sud-est de Melun.

### Communes limitrophes
| Les Écrennes 7,8 km  | Fontenailles 10,2 km | La Chapelle-Rablais 5 km |
|                      | Échouboulains        |                          |
| Valence-en-Brie 5 km | Forges 6 km          | Laval-en-Brie 5,9 km     |

### Géologie et relief
L'altitude de la commune varie de 94 mètres à 131 mètres pour le point le plus haut, le centre du bourg se situant à environ 119 mètres d'altitude (mairie). Elle est classée en zone de sismicité 1, correspondant à une sismicité très faible.

### Hydrographie

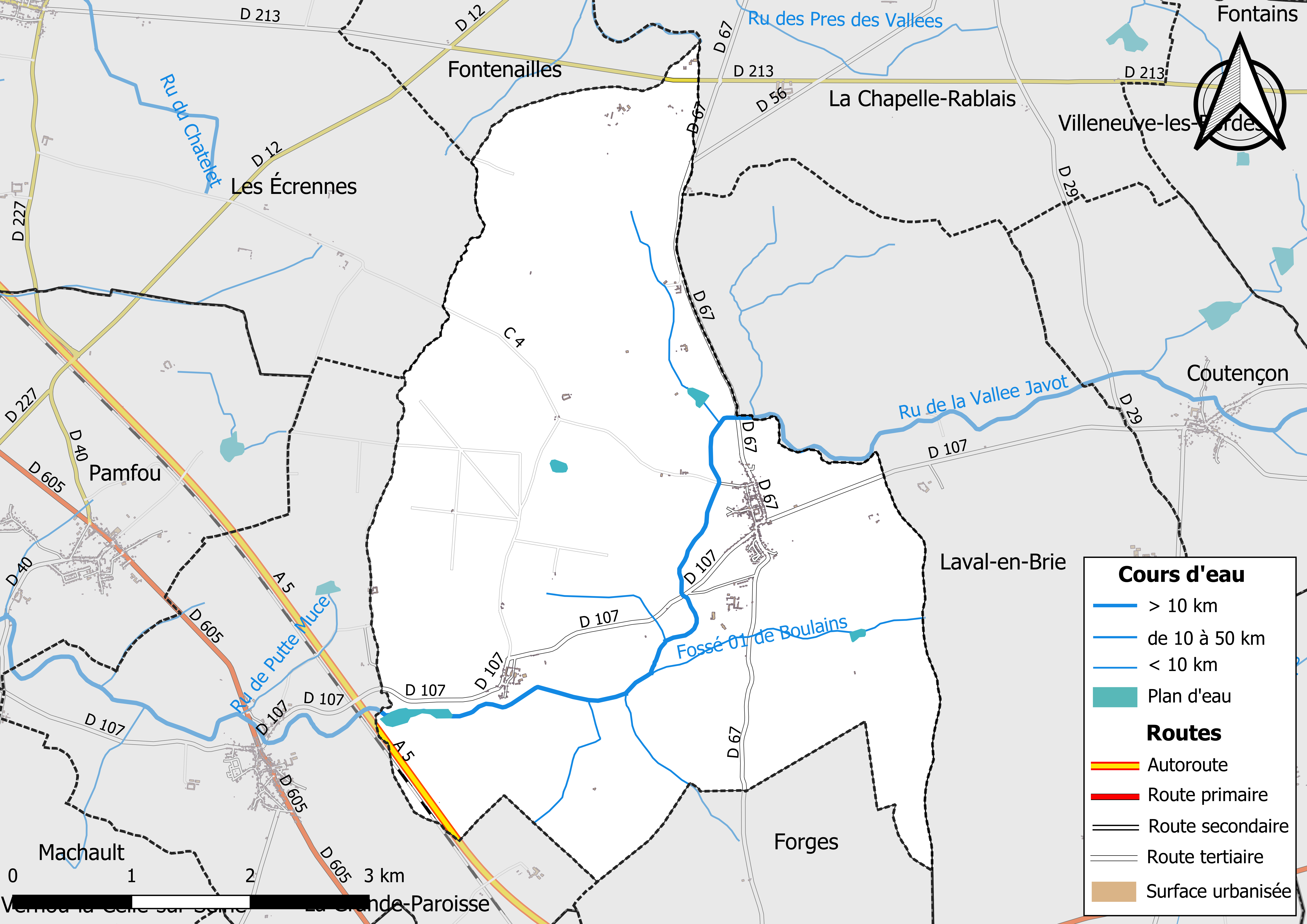
Carte des réseaux hydrographique et routier d'Échouboulains.

Le réseau hydrographique de la commune se compose de six cours d'eau référencés :
- le ru de la Vallee Javot, long de 28,99 km[4], affluent de la Seine ;
  - le fossé 02 de Boulains, 1,22 km[5], et ;
  - le fossé 01 de l'Archevêque, 1,35 km[6], et ;
  - le fossé 01 des Bois de l'Etang, 1,67 km[7], et ;
  - le fossé 10 de l'Etang Neuf, 2,12 km[8], et ;
  - le fossé 01 de Boulains, 2,44 km[9], affluents du ru de la Vallée Javot.

La longueur totale des cours d'eau sur la commune est de 13,4 km.

### Climat
Pour des articles plus généraux, voir Climat de l'Île-de-France et Climat de Seine-et-Marne.
En 2010, le climat de la commune est de type climat océanique dégradé des plaines du Centre et du Nord, selon une étude du CNRS s'appuyant sur une série de données couvrant la période 1971-2000. En 2020, Météo-France publie une typologie des climats de la France métropolitaine dans laquelle la commune est exposée à un climat océanique altéré et est dans la région climatique Nord-est du bassin Parisien, caractérisée par un ensoleillement médiocre, une pluviométrie moyenne régulièrement répartie au cours de l’année et un hiver froid (3 °C).
Pour la période 1971-2000, la température annuelle moyenne est de 10,7 °C, avec une amplitude thermique annuelle de 15,5 °C. Le cumul annuel moyen de précipitations est de 727 mm, avec 11,7 jours de précipitations en janvier et 7,9 jours en juillet. Pour la période 1991-2020, la température moyenne annuelle observée sur la station météorologique la plus proche, située sur la commune de Grandpuits-Bailly-Carrois à 13 km à vol d'oiseau, est de 11,3 °C et le cumul annuel moyen de précipitations est de 704,0 mm,. Pour l'avenir, les paramètres climatiques de la commune estimés pour 2050 selon différents scénarios d'émission de gaz à effet de serre sont consultables sur un site dédié publié par Météo-France en novembre 2022.

### Milieux naturels et biodiversité

#### Réseau Natura 2000

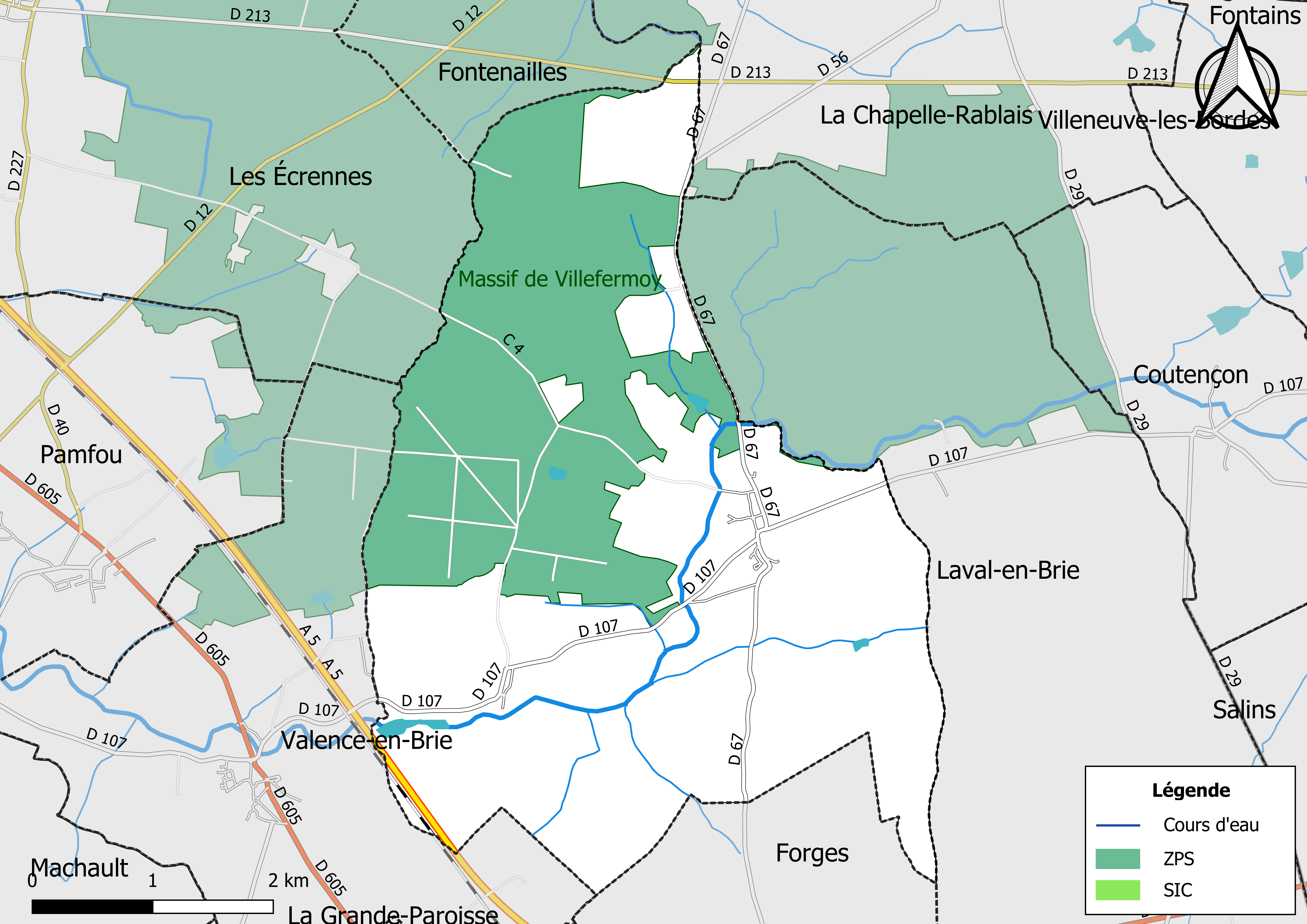
Sites Natura 2000 sur le territoire communal.

Le réseau Natura 2000 est un réseau écologique européen de sites naturels d’intérêt écologique élaboré à partir des Directives « Habitats » et « Oiseaux ». Ce réseau est constitué de Zones spéciales de conservation (ZSC) et de Zones de protection spéciale (ZPS). Dans les zones de ce réseau, les États Membres s'engagent à maintenir dans un état de conservation favorable les types d'habitats et d'espèces concernés, par le biais de mesures réglementaires, administratives ou contractuelles.
Un site Natura 2000 a été défini sur la commune au titre de la « directive Oiseaux », : le « Massif de Villefermoy », d'une superficie de 4 790 ha, un site où entre 1976 et 1997, un minimum de 122 espèces d’oiseaux ont été répertoriées sur l’ensemble du massif forestier de Villefermoy, dont 93 qui ont niché au moins une fois durant la période 1990-1997, ce qui représente environ 60 % du peuplement avien régional,.

#### Zones naturelles d'intérêt écologique, faunistique et floristique
L’inventaire des zones naturelles d'intérêt écologique, faunistique et floristique (ZNIEFF) a pour objectif de réaliser une couverture des zones les plus intéressantes sur le plan écologique, essentiellement dans la perspective d’améliorer la connaissance du patrimoine naturel national et de fournir aux différents décideurs un outil d’aide à la prise en compte de l’environnement dans l’aménagement du territoire.
Le territoire communal d'Échouboulains comprend une ZNIEFF de type 1,,,
l'« Étang d'Echou » (13,3 ha), couvrant 2 communes du département
, et un ZNIEFF de type 2,,
le « Massif de Villefermoy » (7 033,23 ha), couvrant 12 communes du département.

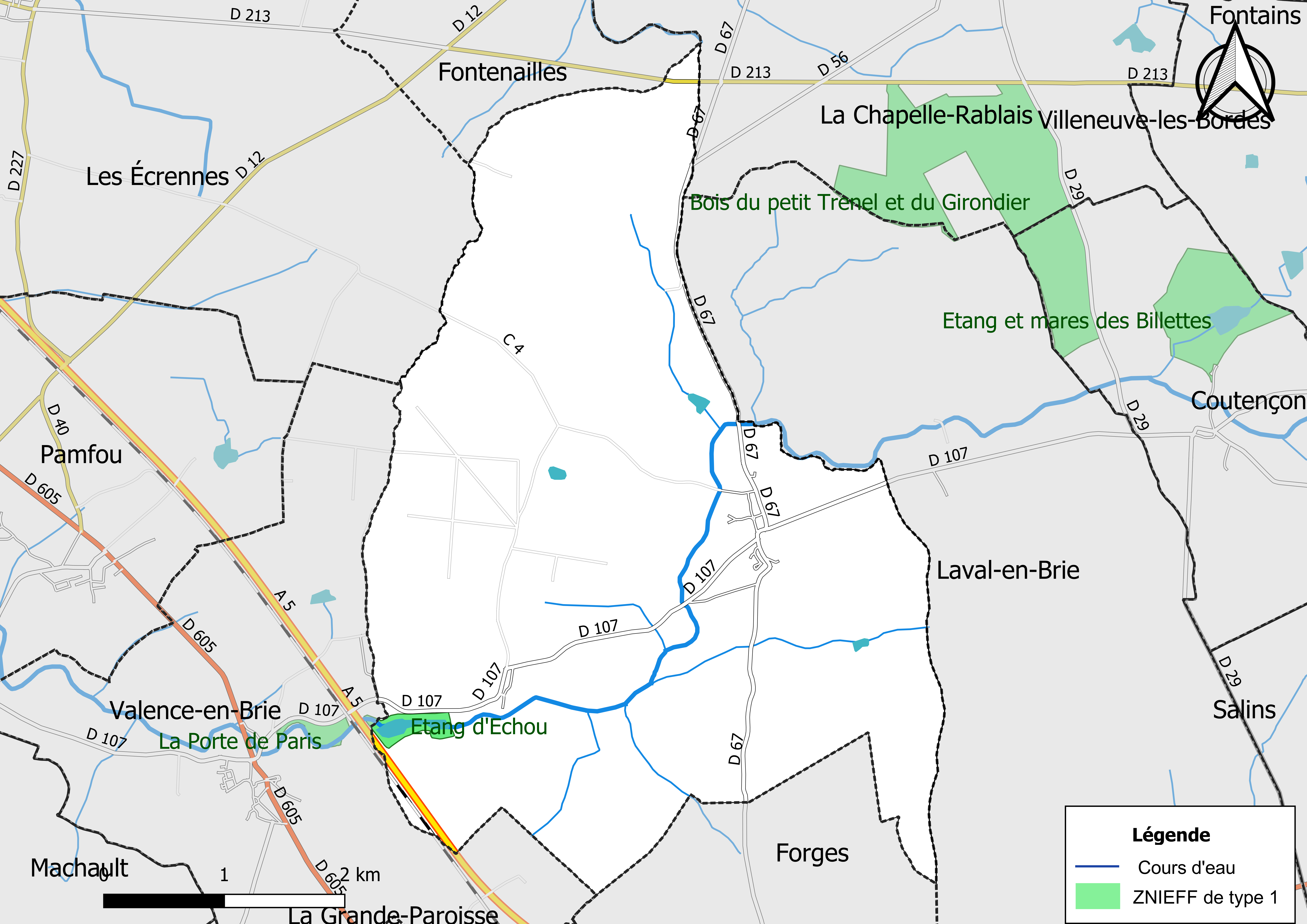
Carte des ZNIEFF de type 1 de la commune.
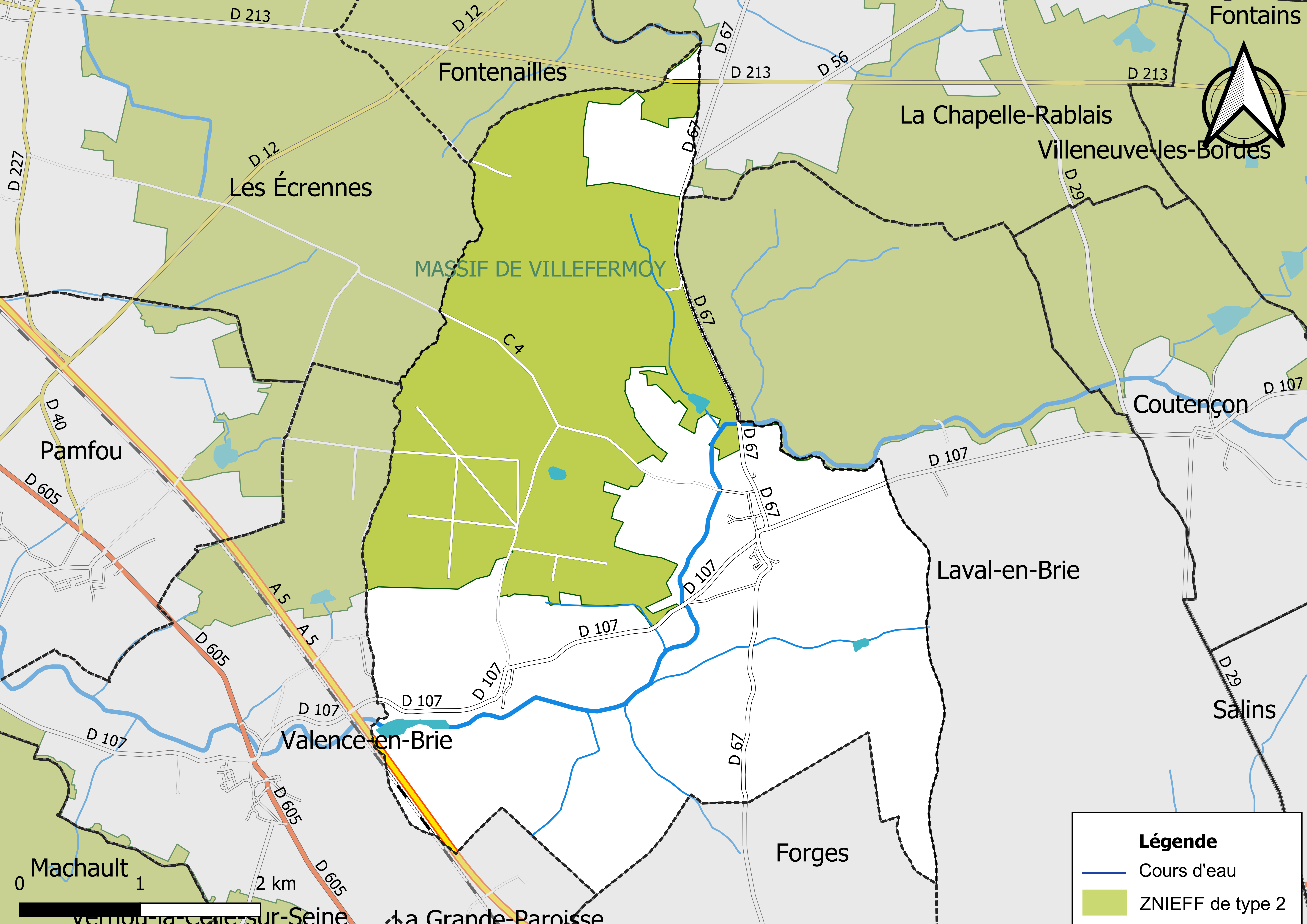
Carte des ZNIEFF de type 2 de la commune.

## Urbanisme

### Typologie
Au 1er janvier 2024, Échouboulains est catégorisée commune rurale à habitat dispersé, selon la nouvelle grille communale de densité à sept niveaux définie par l'Insee en 2022.
Elle est située hors unité urbaine. Par ailleurs la commune fait partie de l'aire d'attraction de Paris, dont elle est une commune de la couronne,. Cette aire regroupe 1 929 communes,.

### Lieux-dits et écarts
La commune compte 83 lieux-dits administratifs répertoriés consultables ici (source : le fichier Fantoir) dont Échou, Boulains (château), les Tinarages, l'Étançon.

### Logement
En 2016, le nombre total de logements dans la commune était de 261 dont 96,2 % de maisons et 3,8 % d’appartements.
Parmi ces logements, 81,2 % étaient des résidences principales, 7,3 % des résidences secondaires et 11,5 % des logements vacants.
La part des ménages propriétaires de leur résidence principale s’élevait à 83,5 % contre 10,9 % de locataires et 5,7 % logés gratuitement.

### Occupation des sols
L'occupation des sols de la commune, telle qu'elle ressort de la base de données européenne d’occupation biophysique des sols Corine Land Cover (CLC), est marquée par l'importance des forêts et milieux semi-naturels (56,5 % en 2018), en diminution par rapport à 1990 (57,4 %). La répartition détaillée en 2018 est la suivante :
forêts (56,5%), terres arables (41,2%), zones urbanisées (1,2%), zones agricoles hétérogènes (1,1 %).
Parallèlement, L'Institut Paris Région, agence d'urbanisme de la région Île-de-France, a mis en place un inventaire numérique de l'occupation du sol de l'Île-de-France, dénommé le MOS (Mode d'occupation du sol), actualisé régulièrement depuis sa première édition en 1982. Réalisé à partir de photos aériennes, le Mos distingue les espaces naturels, agricoles et forestiers mais aussi les espaces urbains (habitat, infrastructures, équipements, activités économiques, etc.) selon une classification pouvant aller jusqu'à 81 postes, différente de celle de Corine Land Cover,,. L'Institut met également à disposition des outils permettant de visualiser par photo aérienne l'évolution de l'occupation des sols de la commune entre 1949 et 2018.

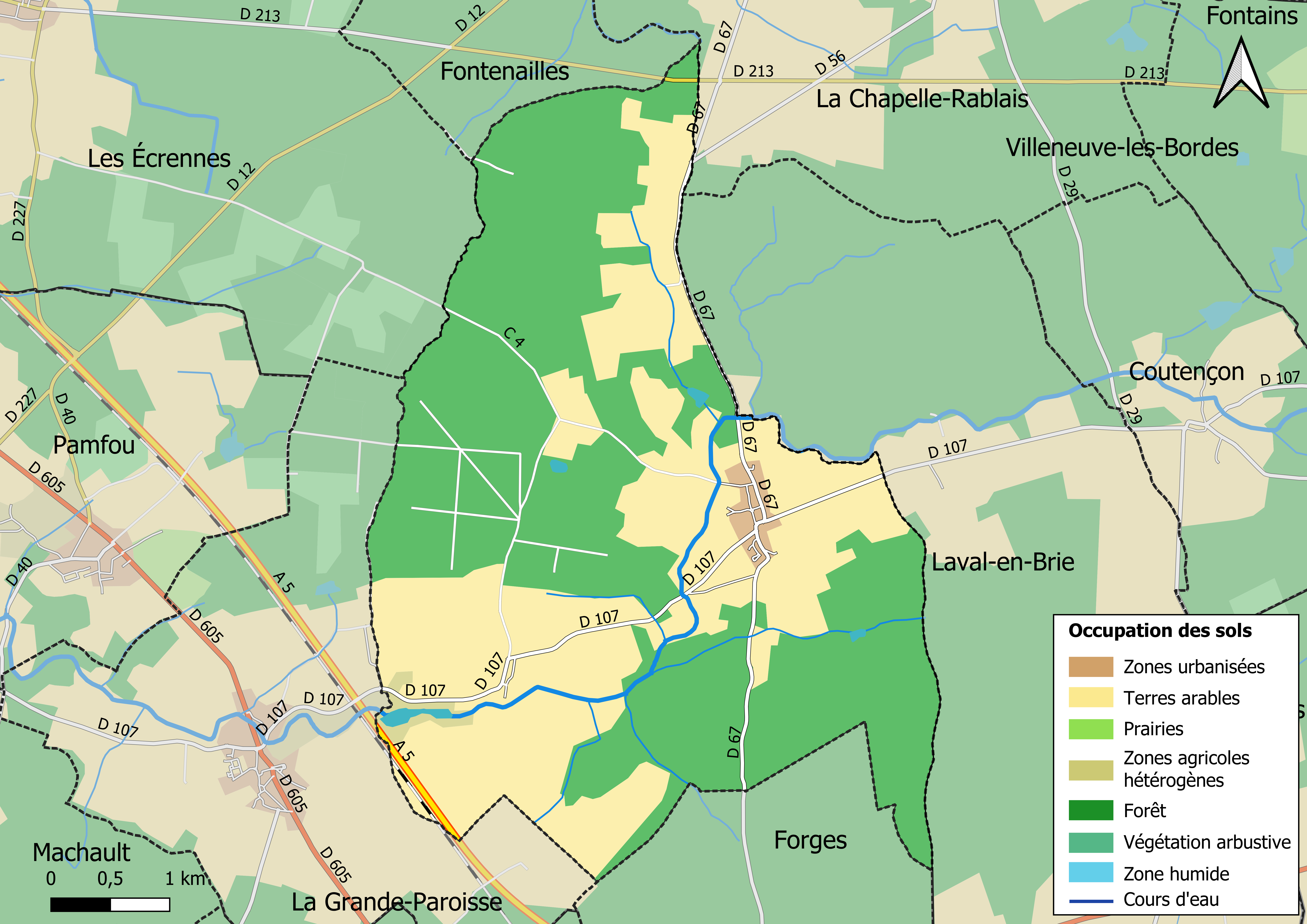
Carte des infrastructures et de l'occupation des sols en 2018 (CLC) de la commune.
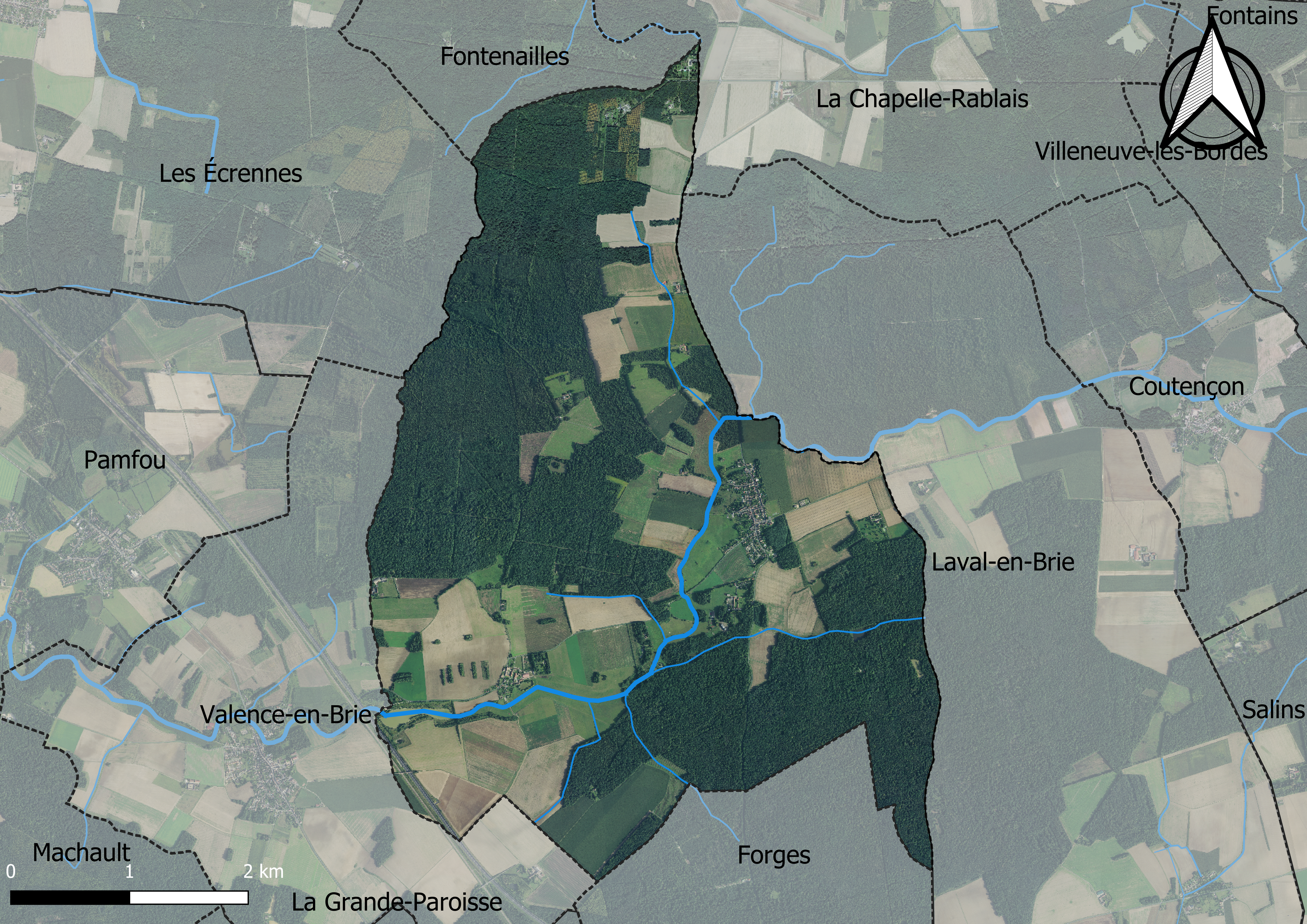
Carte orhophotogrammétrique de la commune.

### Planification
La commune disposait en 2019 d'un plan local d'urbanisme approuvé. Le zonage réglementaire et le règlement associé peuvent être consultés sur le Géoportail de l'urbanisme.

## Toponymie
Le nom de la localité est mentionné sous les formes Eschouboulin en 1696 ; Choux Boulin en 1725 ; Échous Boulain en 1793, Échouboullain en 1801 ; Échou Boulains au XIXe siècle.
Échouboulains réunit le hameau d'Échou (l'échou est un essart) et le château de Boulain. Toponyme issu du francique escoes qui signifie "écobuage".

## Histoire
Le hameau d'Échou semble remonter au haut Moyen Âge, comme l'indiquent les vestiges d'un cimetière mérovingien, le village actuel n'apparaissant qu'au XVIIe siècle.

## Politique et administration

### Liste des maires
| Période                                  | Période   | Identité         | Étiquette | Qualité     |
| ---------------------------------------- | --------- | ---------------- | --------- | ----------- |
| Les données manquantes sont à compléter. |           |                  |           |             |
| avant 1962                               | ?         | Michel Paepegaey | MRP       | Agriculteur |
| mars 1983                                | juin 1989 | Roger Meunier    |           |             |
| juin 1989                                | mars 2008 | Roland Dufour    |           |             |
| mars 2008                                | 2020      | André Ducelier   |           | Retraité    |
| 2020                                     | En cours  | Mathias Vigier   |           |             |

## Équipements et services

### Eau et assainissement
L’organisation de la distribution de l’eau potable, de la collecte et du traitement des eaux usées et pluviales relève des communes. La loi NOTRe de 2015 a accru le rôle des EPCI à fiscalité propre en leur transférant cette compétence. Ce transfert devait en principe être effectif au 1er janvier 2020, mais la loi Ferrand-Fesneau du 3 août 2018 a introduit la possibilité d’un report de ce transfert au 1er janvier 2026,.

#### Assainissement des eaux usées
En 2020, la gestion du service d'assainissement collectif de la commune d'Échouboulains est assurée par la communauté de communes Brie des Rivières et Châteaux (CCBRC) pour la collecte, le transport et la dépollution. Ce service est géré en délégation par une entreprise privée, dont le contrat arrive à échéance le 31 juillet 2022,,.
L’assainissement non collectif (ANC) désigne les installations individuelles de traitement des eaux domestiques qui ne sont pas desservies par un réseau public de collecte des eaux usées et qui doivent en conséquence traiter elles-mêmes leurs eaux usées avant de les rejeter dans le milieu naturel. La communauté de communes Brie des Rivières et Châteaux (CCBRC) assure pour le compte de la commune le service public d'assainissement non collectif (SPANC), qui a pour mission de vérifier la bonne exécution des travaux de réalisation et de réhabilitation, ainsi que le bon fonctionnement et l’entretien des installations. Cette prestation est déléguée à l'entreprise Veolia, dont le contrat arrive à échéance le 31 juillet 2022,.

#### Eau potable
En 2020, l'alimentation en eau potable est assurée par la communauté de communes Brie des Rivières et Châteaux (CCBRC) qui en a délégué la gestion à l'entreprise Veolia, dont le contrat expire le 15 mai 2021,.

## Population et société

### Démographie
L'évolution du nombre d'habitants est connue à travers les recensements de la population effectués dans la commune depuis 1793. Pour les communes de moins de 10 000 habitants, une enquête de recensement portant sur toute la population est réalisée tous les cinq ans, les populations de référence des années intermédiaires étant quant à elles estimées par interpolation ou extrapolation. Pour la commune, le premier recensement exhaustif entrant dans le cadre du nouveau dispositif a été réalisé en 2004.

En 2022, la commune comptait 557 habitants, en stagnation par rapport à 2016 (Seine-et-Marne : +3,92 %, France hors Mayotte : +2,11 %).
| 1793 | 1800 | 1806 | 1821 | 1831 | 1836 | 1841 | 1846 | 1851 |
| ---- | ---- | ---- | ---- | ---- | ---- | ---- | ---- | ---- |
| 415  | 416  | 465  | 457  | 503  | 535  | 530  | 542  | 547  |

| 1856 | 1861 | 1866 | 1872 | 1876 | 1881 | 1886 | 1891 | 1896 |
| ---- | ---- | ---- | ---- | ---- | ---- | ---- | ---- | ---- |
| 545  | 565  | 562  | 559  | 535  | 635  | 625  | 621  | 594  |

| 1901 | 1906 | 1911 | 1921 | 1926 | 1931 | 1936 | 1946 | 1954 |
| ---- | ---- | ---- | ---- | ---- | ---- | ---- | ---- | ---- |
| 547  | 517  | 491  | 396  | 364  | 368  | 345  | 512  | 571  |

| 1962 | 1968 | 1975 | 1982 | 1990 | 1999 | 2004 | 2006 | 2009 |
| ---- | ---- | ---- | ---- | ---- | ---- | ---- | ---- | ---- |
| 442  | 374  | 339  | 484  | 503  | 516  | 535  | 534  | 516  |

| 2014 | 2019 | 2022 | - | - | - | - | - | - |
| ---- | ---- | ---- | - | - | - | - | - | - |
| 552  | 557  | 557  | - | - | - | - | - | - |

## Économie

### Revenus de la population et fiscalité
En 2018, le nombre de ménages fiscaux de la commune était de 204, représentant 555 personnes et la  médiane du revenu disponible par unité de consommation  de 23 610 euros.

### Emploi
En 2018, le nombre total d’emplois dans la zone était de 52, occupant 256 actifs  résidants (dont 11,3 % dans la commune de résidence et 88,7 % dans une commune autre que la commune de résidence).
Le taux d'activité de la population (actifs ayant un emploi) âgée de 15 à 64 ans s'élevait à 70,5 % contre un taux de chômage de 7,5 %.
Les 22 % d’inactifs se répartissent de la façon suivante : 7,5 % d’étudiants et stagiaires non rémunérés, 10,6 % de retraités ou préretraités et 3,9 % pour les autres inactifs.

### Secteurs d'activité

#### Entreprises et commerces
Au 31 décembre 2019, le nombre d’unités légales et d’établissements (activités marchandes hors agriculture) par secteur d'activité était d'au moins 21, dont 6 dans la construction, 5 dans le commerce de gros et de détail, transports, hébergement et restauration, 3 dans les activités immobilières, 4 dans les activités spécialisées, scientifiques et techniques et activités de services administratifs et de soutien et 3 étaient relatifs aux autres activités de services.
En 2020, 9 entreprises ont été créées sur le territoire de la commune, dont 7 individuelles.
Au 1er janvier 2021, la commune ne disposait pas d’hôtel et de terrain de camping.

#### Agriculture
Échouboulains est dans la petite région agricole dénommée la « Brie humide » (ou Brie de Melun), une partie de la Brie à l'est de Melun. En 2010, l'orientation technico-économique de l'agriculture sur la commune est la culture de céréales et d'oléoprotéagineux (COP).
Si la productivité agricole de la Seine-et-Marne se situe dans le peloton de tête des départements français, le département enregistre un double phénomène de disparition des terres cultivables (près de 2 000 ha par an dans les années 1980, moins dans les années 2000) et de réduction d'environ 30 % du nombre d'agriculteurs dans les années 2010. Cette tendance se retrouve au niveau de la commune où le nombre d’exploitations est passé de 7 en 1988 à 4 en 2010. Parallèlement, la taille de ces exploitations augmente, passant de 85 ha en 1988 à 177 ha en 2010.
Le tableau ci-dessous présente les principales caractéristiques des exploitations agricoles d'Échouboulains, observées sur une période de 22 ans :
|                                      | 1988 | 2000 | 2010 |
| ------------------------------------ | ---- | ---- | ---- |
| Dimension économique,                |      |      |      |
| Nombre d’exploitations (u)           | 7    | 7    | 4    |
| Travail (UTA)                        | 12   | 10   | 4    |
| Surface agricole utilisée (ha)       | 592  | 738  | 706  |
| Cultures                             |      |      |      |
| Terres labourables (ha)              | 551  | 621  | 682  |
| Céréales (ha)                        | 385  | 375  | 417  |
| dont blé tendre (ha)                 | 210  | 245  | s    |
| dont maïs-grain et maïs-semence (ha) | 112  | s    | s    |
| Tournesol (ha)                       | 71   |      |      |
| Colza et navette (ha)                | 37   | 101  | 109  |
| Élevage                              |      |      |      |
| Cheptel (UGBTA)                      | 306  | 286  | 135  |

## Culture locale et patrimoine

### Monuments et lieux remarquables
La commune compte un monument répertorié à l'inventaire des monuments historiques (Base Mérimée) :
- parc du château de Boulains ou maison des Ailes ; fait l’objet d’une inscription auprès des monuments historiques[60].

### Autres lieux et monuments

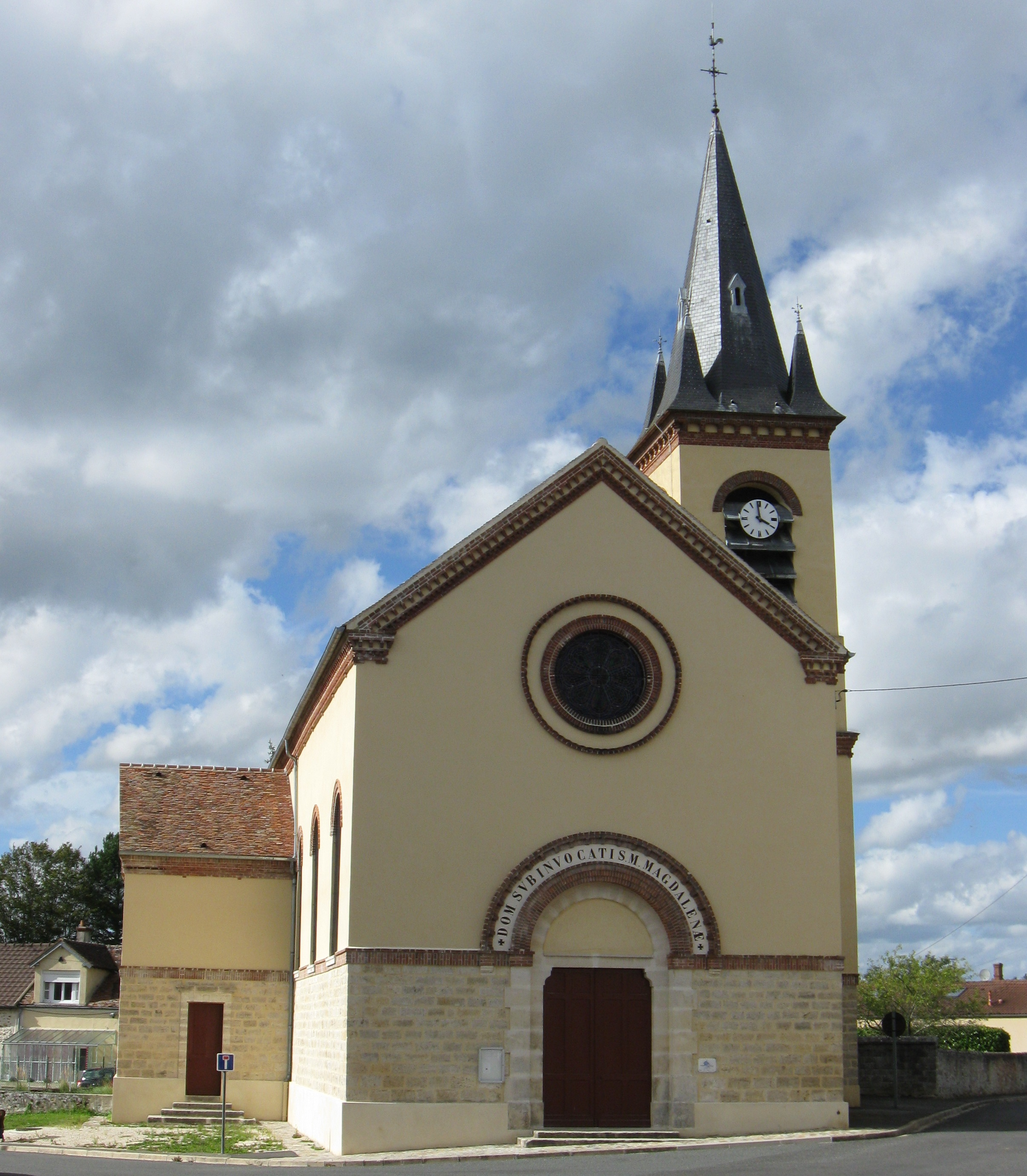
L'église Sainte-Marie-Madeleine.

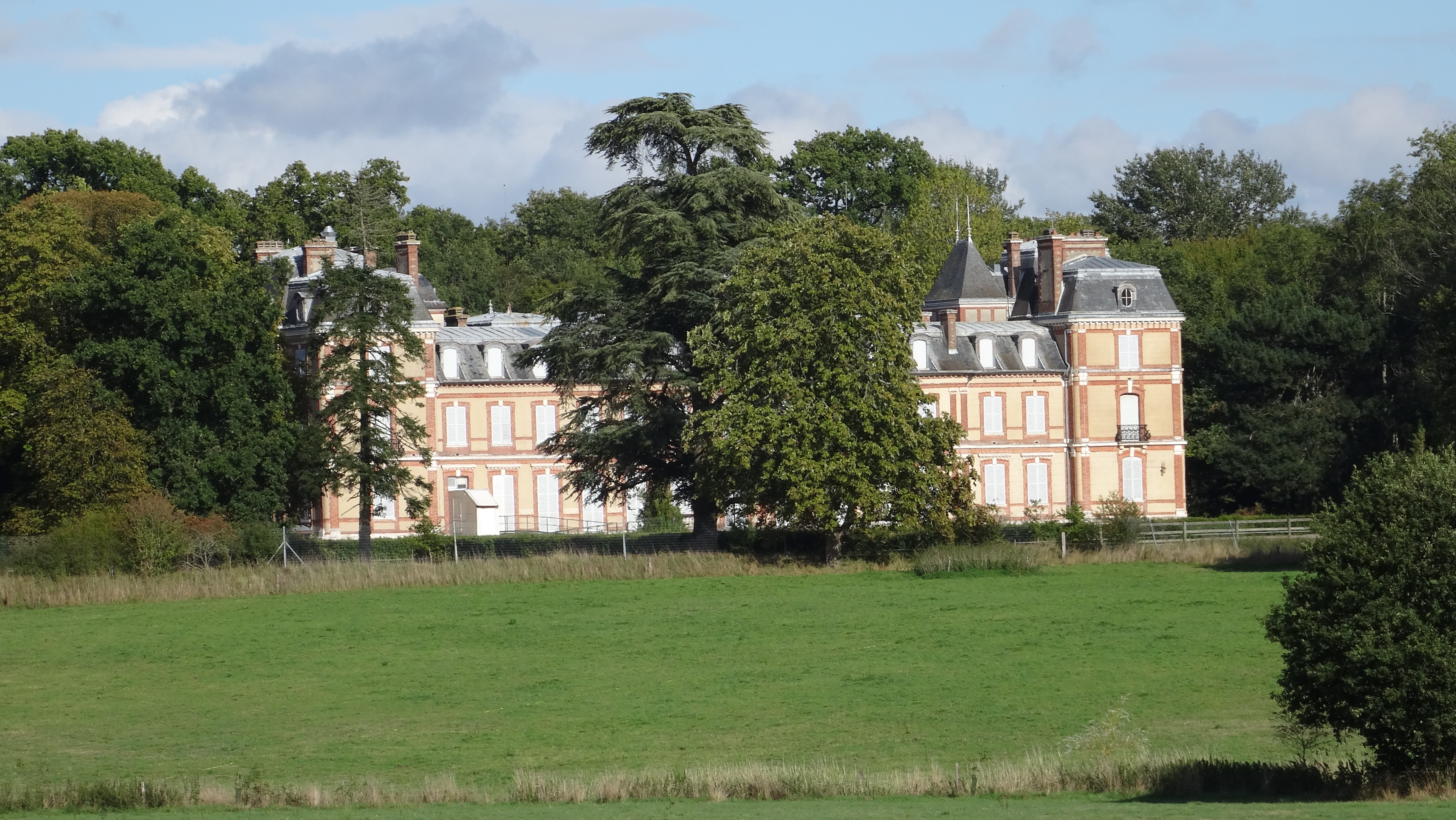
Le château de Boulain.

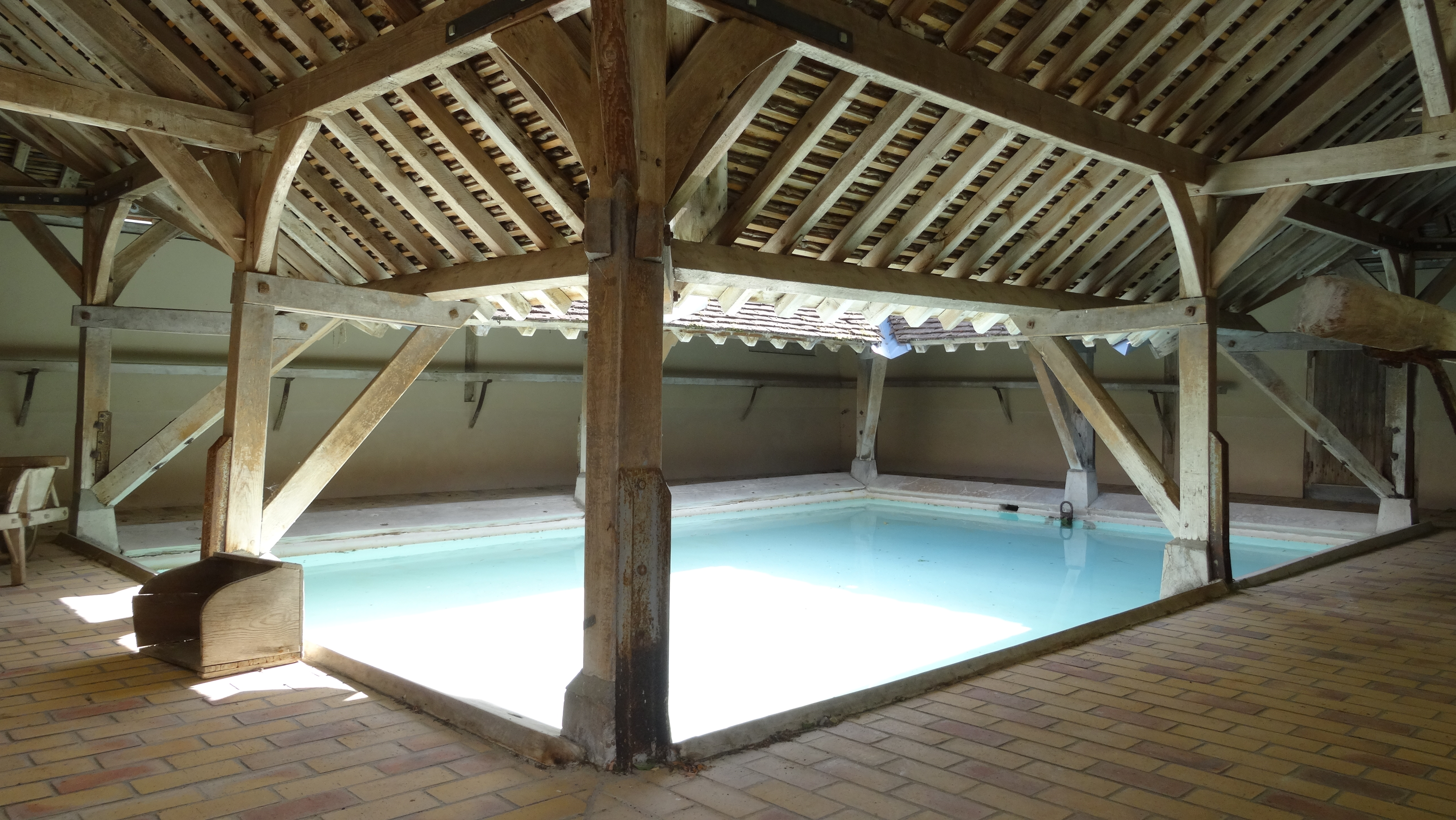
Le lavoir.

- Église Sainte-Marie-Madeleine : Église XIXe siècle, construite entre 1869 et 1871. Œuvre de l'architecte Varcollier. Le clocher est encadré par quatre clochetons. La nef unique, coupée par un transept, se termine par une abside en cul-de-four. La sacristie, au sud, se termine aussi par une abside. À l'intérieur deux objets sont inscrits à l'Inventaire supplémentaire des Monuments historiques. L'un est un tableau du XVIIe siècle, attribué à l'atelier de Lebrun. Il représente Jacob devant les filles de Laban. L'autre objet est un siège cathèdre de style néo-gothique dont le décor est d'inspiration royaliste. L'un et l'autre objet pourraient être des dons du comte René Boussard de La Chapelle qui fut châtelain et maire d'Échouboulains dans les années 1870-1880.
- Croix-Mahon : au long de la route départementale 107, entre les agglomérations de Boulains et d'Échou, au débouché d'un chemin herbu dit de ce fait Chemin Vert. Cette croix, souvenir vraisemblable d'une mission de rechristianisation, au XIXe siècle, est en fonte. Elle présente un décor de gracieux enroulements de pampres de vigne.
- Lavoir du bourg de Boulains : lavoir, dit en impluvium, construit en 1883, alimenté par la source voisine. De plan carré, il présente une charpente intéressante. À l'intérieur, deux inscriptions peintes dans un style naïf rappellent qu'il est interdit de rentrer les brouettes dans le lavoir et de mettre du linge à sécher sur les jambes de force.
- Pont des Petites Fontaines : situé près de l'étang du Pont-Brossard, dont l'enceinte est en cours de classement ENS, en limite du territoire d'Échouboulains et de Valence-en-Brie. Ce pont, datant vraisemblablement de XVIIe siècle, à une arche, enjambe un des deux bras que forme à cet endroit le lit de la Vallée Javot. Avant les transformations dues à la construction de l'autoroute A5, on pouvait immédiatement au sud de ce pont, voir un gué aménagé par un paravent de pierres.
- Château de Boulains : de style néo-classique, ce château édifié par le comte René Boussard de la Chapelle a été jusqu'en 1995 le siège de l'Institution de jeunes filles la Maison des Ailes, vouée aux pupilles féminines de l'Armée de l'Air dont les activités ont été transférées sur le site de Montbonnot-Saint-Martin[61]. Entre 1997 et 2011, il est converti en centre de vacances médicalisé par l'association L'Envol.
- Ferme-auberge de La Recette située à Échou (XIIe et XVIIIe siècles).
- Forêt domaniale d'Échou.

### Personnalités liées à la commune
- L'acteur américain Paul Newman s'est rendu à plusieurs reprises au château de Boulains en qualité de président d'honneur de L'Envol, une association qui accueille entre 1997 et 2011 au sein de la propriété des enfants aux pathologies lourdes lors de séjours d'une douzaine de jours. En 2001, il inaugure ce centre aux côtés du président de la République Jacques Chirac[62].

### Héraldique
| Blason de Échouboulains | Blason  | Écartelé: au premier d'azur au soc d'argent accompagné de quatre quintefeuilles d'or ordonnées en croix, au deuxième d'or au vol d'azur accompagné de deux huchets de gueules l'un en chef et l'autre en pointe, au troisième d'or à deux épis de blé tigés et feuillés de sinople passés en sautoir, à la crosse de gueules brochant sur le tout, au quatrième de gueules à la croisette pattée tigée et feuillée d'argent. |
| Blason de Échouboulains | Détails | |